# Žarko Vulić Stari
Žarko Vulić Stari bio je poznati igrač nogometnog kluba Dalmatinac iz Splita. 

Igrao je u klubu krajem 1940-ih, te tijekom 1950-ih i 1960-ih godina. Poznat po borbenosti, upornosti i htijenju - nazvan je - najveće srce kluba. Cijelu svoju igračku karijeru proveo je u Dalmatinca. 
 Za svoje veliko zalaganje, vjernost i odanost klubu dobio je unikatni zlatni prsten Dalmatinca.

Njegov brat Živko Vulić također je igrao u Dalmatinca - i to kao vratar.